# 23922 Tawadros
23922 Tawadros là một tiểu hành tinh vành đai chính với chu kỳ quỹ đạo là 2000.0405564 ngày (5.48 năm).
Nó được phát hiện ngày 16 tháng 9 năm 1998.